# Битка при Хиос (201 пр.н.е.)
Битката при Хиос от 201 г. пр. Хр. е морско сражение по време на войната на Пергам и Родос срещу македонския цар Филип V. Завършва без еднозначен победител, но съюзниците нанасят тежки загуби на македонската флота и принуждават Филип да вдигне обсадата на хиоското пристанище.

## Исторически контекст
Три години по-рано, през 204 г. пр. Хр. умира египетският цар Птолемей IV. Египет изпада в политическа криза и другите две големи сили в Източното Средиземноморие по това време – Македония и Селевкидите от Сирия, се впускат в борба за хегемония, застрашавайки по-малките държави като Родос и Пергам. Филип V завладява ред градове около Хелеспонта, както и острови в Егейско море. Когато македонският владетел напада и Хиос, пергамците и родосците обединяват силите си, за да го спрат.

## Съотношение на силите
Двете съюзнически флоти, командвани от пергамския цар Атал и родоския наварх Теофилиск, наброяват 65 тежки и 12 среднотежки галери (част от тях изпратени от Византион). Филип разполага с повече от 200 кораба, но от тях само 53 са по-големи (пентери, квадриреми и др.). Македоните отстъпват на противника си и по опит и обучение в морската война. Филип се опитва да избегне сблъсъка като оттегли флотата си в базата си в Самос, но бързите пергамски кораби го застигат и заставят да приеме битката.

## Битката
Битката се състои в пролива между Хиос и малоазийския бряг. Съюзнициите се сражават по отделно – Атал с пергамците против дясното крило на Филип по-близо до острова, а родосците против лявото македонско крило. Родоските галери са уязвими при абордаж от по-добрите македонски пехотинци, но са по-маневрени от македонските, което им дава предимство при използването на корабния таран. За да компенсира този недостатък, Филип насища водите между големите си кораби с лемби (по-малки съдове без тарани, с по един ред весла и до 100 гребци-воини).
В началото на битката съюзниците атакуват македонския флагман и го потопяват с целия му екипаж и наварха Демократ. Противно на очакванията им, това не води до объркване и отстъпление на македонската флота. Командващият родосците Теофилиск също едва не е убит, когато неговата и още две пентери са обкръжени и повечето им воини са избити.
Съюзниците взимат надмощие и на двете крила, но в хода на сражението Атал с три кораба се увлича твърде далеч от бойния си строй и Филип, който изчаква със силен резерв зад своята бойна линия, се впуска да го пресрещне. Пергамският цар е принуден да се спасява с екипажа си на сушата при Еритре. Филип изтегля кораба му на буксир, така че да го видят пергамците от останалата флота. Решили, че царят им е загинал, те се оттеглят. Македоните се възползват от това и също отстъпват, без да бъдат преследвани от родосците.

## Последици
В резултат от битката половината македонски флот е унищожен. Потопени или пленени са 18 големи кораба и 65 лемби. Загиват 9 000 македонски воини и моряци, а 2 000 са пленени. Според Полибий пергамците и родосците губят 7 големи кораба и дават 130 убити (сред тях Теофилиск, починал от раните си на следващия ден) и 700 пленници, но тези данни навярно са силно занижени.
Въпреки претърпените загуби, Филип V напада владенията на съюзниците в западна Мала Азия. Спрян е едва след като Рим, по молба на Пергам и Родос, започва срещу него Втората македонска война.